# Pollinatör

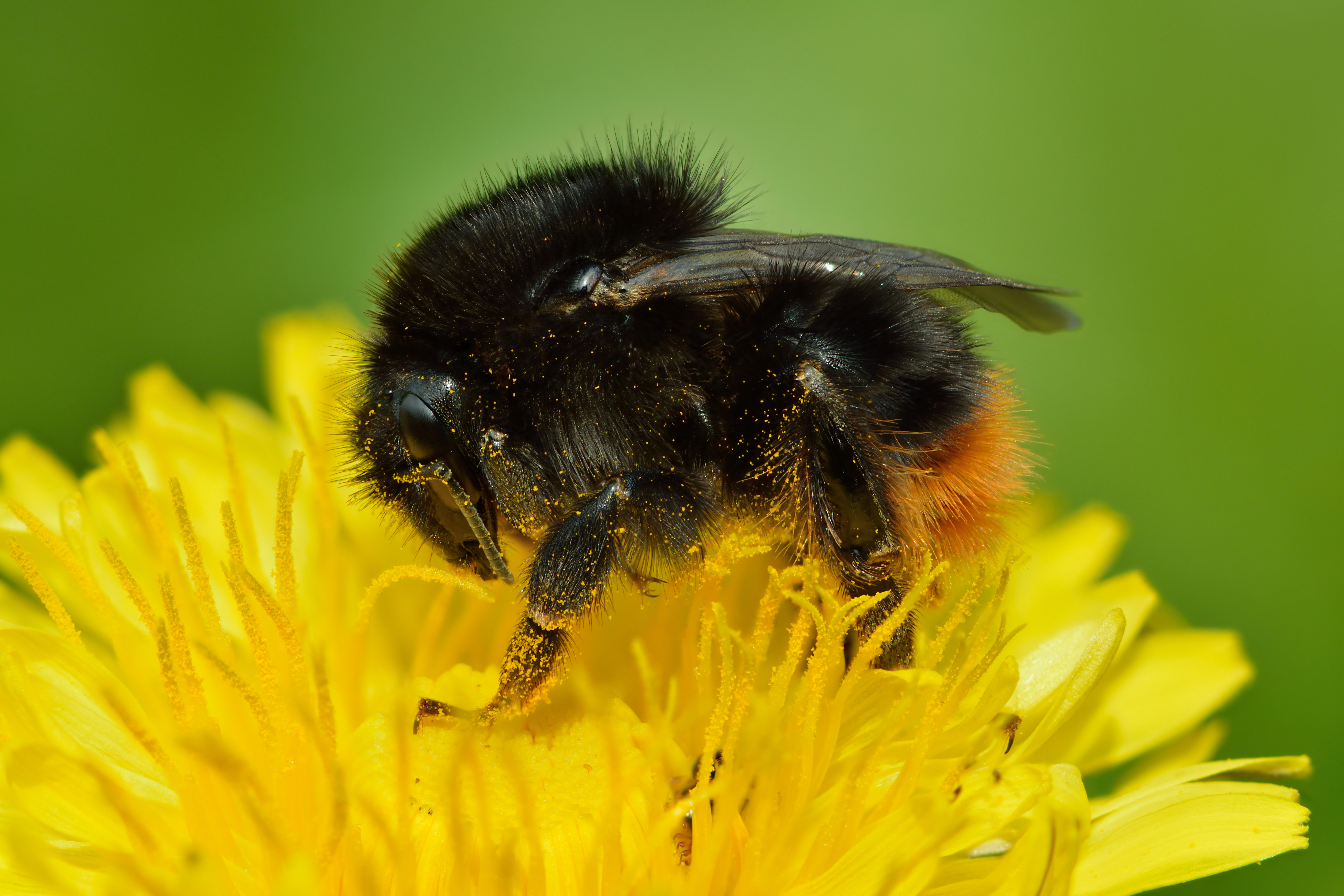
Humla med pollen i pälsen, på en maskros.

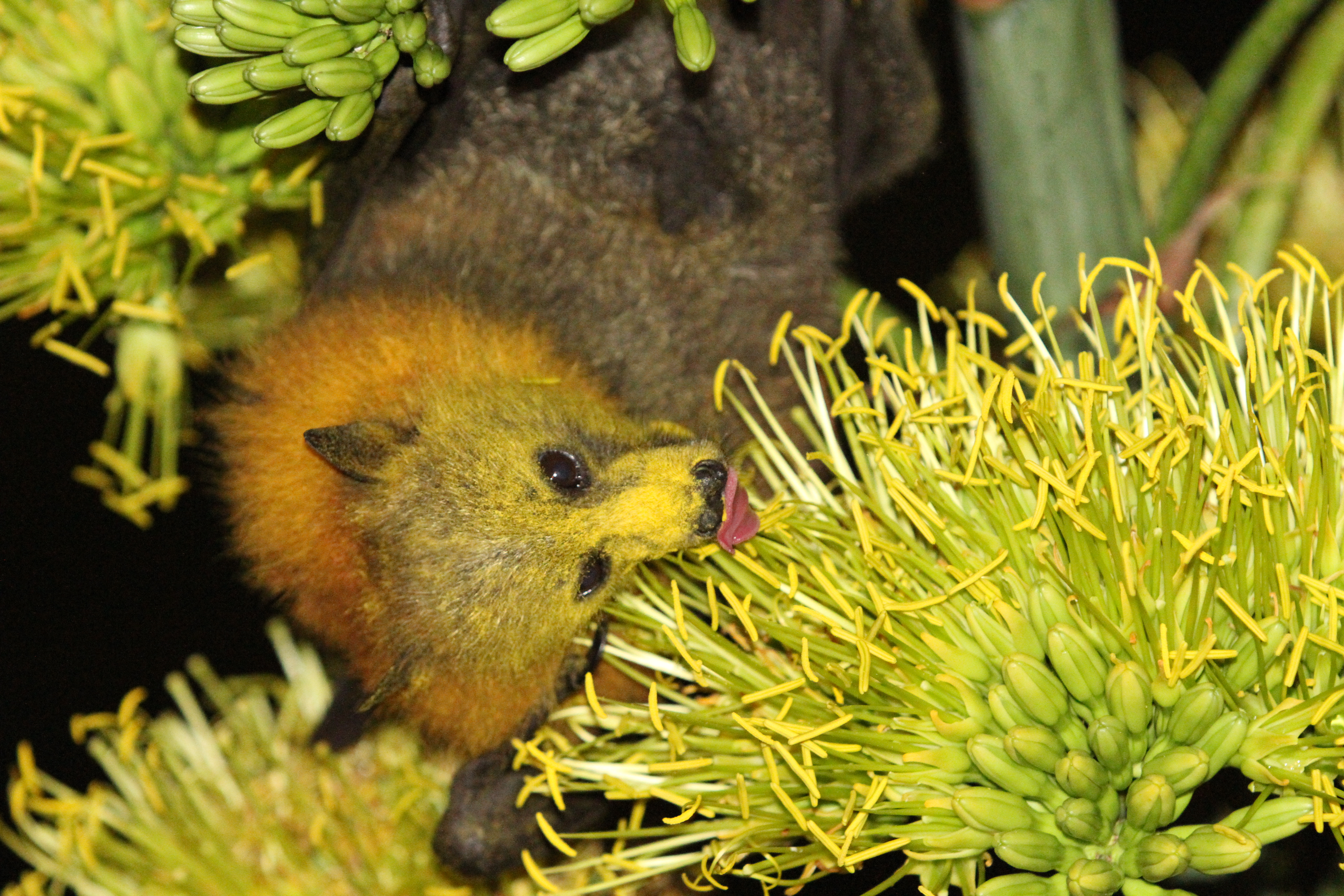
Flyghunden Pteropus poliocephalus med pollen i hela ansiktet.

En pollinatör är en överförare av pollen från växtens hanorgan, ståndarna, till honorganen, pistillen, på blommande växter, fanerogamer. För att en sådan befruktning, hos växter kallad pollination eller pollinering, skall ske måste pollenet överföras mellan blommor av samma art. Hos många växtarter krävs också att pollenkornen kommer från blomman på en annan individ. En sådan pollination kallas korspollinering.
Det finns många olika djur som har den uppgiften i naturen; i första hand tänker man på humlor och andra bin men även blomflugor, skalbaggar och fjärilar pollinerar växter. I tropiska länder fungerar även kolibrifåglar, små däggdjur som fladdermöss och möss samt även ödlor som pollinatörer.
För att få en pollinatör att uppsöka en blomma har många växter utvecklat attraktiva egenskaper av olika slag. Främst handlar det om att kunna erbjuda smaklig föda i form av nektar, pollen och i vissa fall oljor och fettrika utväxter. För att dra uppmärksamhet kan blomman dessutom locka med färg, form och dofter. Ibland kan kronbladen även ha ett vägledande mönster som får pollenöverföring och belöning/föda att sammanfalla. Vissa orkidéer har mycket avancerade metoder för att bli pollinerade, till exempel flugblomstret som lockar med falska honor.
Förutom pollinatörer kan även vinden föra pollen mellan blommor så att de befruktas, s.k. vindpollinering.
Av världens 115 viktigaste jordbruksgrödor befruktas 87 via pollinatörer. För en grödor som odlas kommersiellt i växthus används humlor i detta syfte, varvid en marknad med uppfödning och försäljning av humlesamhällen har uppstått.